# كيرلوسكر جروب
مجموعة كيرلوسكر (Kirloskar Group) هي تكتل شركات هندي يقع مقره الرئيسي في بيون، ماهاراشترا، الهند. تصدر الشركة إلى أكثر من 70 دولة في معظم أنحاء إفريقيا وجنوب شرق آسيا وأوروبا. شركة إخوان كيرلوسكر ‏ التي تأسست عام 1888 هي الشركة القابضة والرائدة في المجموعة، وهي أكبر شركة هندية لتصنيع المضخات والصمامات.